# The Whole Love
The Whole Love är Wilcos åttonde studioalbum, utgivet 2011. Skivan är deras första på det egna bolaget dBpm Records.

## Låtlista
1. "Art of Almost"
2. "I Might"
3. "Sunloathe"
4. "Dawned on Me"
5. "Black Moon"
6. "Born Alone"
7. "Open Mind"
8. "Capitol City"
9. "Standing O"
10. "Rising Red Lung"
11. "Whole Love"
12. "One Sunday Morning (Song for Jane Smiley's Boyfriend)"

Deluxeutgåvan innehåller ytterligare en skiva med följande låtar:
1. "I Love My Label"
2. "Message From Mid-Bar"
3. "Speak into the Rose"
4. "Black Moon (Alt.)"